# Mukesh Ambani
Mukesh Ambani (sinh ngày 19 tháng 4 năm 1957) là một nhà tài phiệt người Ấn Độ, ông là chủ tịch và giám đốc quản lý của Reliance Industries,, công ty tư nhân lớn nhất của Ấn Độ, được xếp vào danh sách 500 công ty lớn nhất thế giới Fortune 500, và là một trong những tập đoàn lớn nhất thế giới. Tính đến tháng 10/2021, ông là người giàu nhất châu Á và giàu thứ 11 thế giới với khối tài sản 100,6 tỉ $ Mỹ.
Ông nắm giữ 48% cổ phần trong Reliance Industries.
Đến tháng 7 năm 2010, ông là người giàu nhất Châu Á và giàu thứ tư trên thế giới với tổng tài sản 29 tỷ đô la Mỹ. Ngày 29 tháng 10 2007, có một sự đầu cơ giá mạnh mẽ ở thị trường chứng khoán Ấn Độ và sự tăng tỷ giá của đồng Rupee Ấn Độ, đã làm thúc đẩy sự vốn hóa thị trường của mọi công ty thuộc tập đoàn Reliance, khi ấy Mukesh Ambani đang là người nắm giữ nhiều cổ phiếu của tập đoàn, dẫn đến ông trở thành người giàu nhất thế giới thời điểm đó, với tổng tài sản lên tới 63,2 tỷ đô la Mỹ vượt xa tổng giá trị tài sản của Bill Gates khi đó vào khoảng 56 tỷ $.
Tạp chí Forbes dự đoán ông sẽ trở lại thành người giàu nhất thế giới vào năm 2014.